# ラドスティン・キシシェフ
ラドスティン・プロダノフ・キシシェフ（ブルガリア語: Радостин Кишишев, ラテン文字転写: Radostin Prodanov Kishishev, 1974年7月30日 - ）は、ブルガリア・ブルガス出身の元サッカー選手、サッカー指導者。元ブルガリア代表。現役時代のポジションは右サイドバック及び守備的ミッドフィルダー。

## クラブ経歴
ブルガスに生まれたキシシェフは、地元のFCチェルノモレツ・ブルガスとPFKネフトヒミク・ブルガスでキャリアを積んだ後でトルコ1部のブルサスポルと契約し、1997-98シーズンにセントラルミッドフィールダーを務めた。その後、母国ブルガリアのリテックス・ロヴェチと契約し、1998年、1999年と国内1部リーグを2連覇した。

### チャールトン
2000年夏にイングランド1部昇格組のチャールトン・アスレティックFCと契約。当初は右サイドバックを務めていたがアラン・カービシュリー監督によりミッドフィールダーへと役割変更して以来在籍7季の大半でレギュラーを務め、ハードワークでチームを支えていた。しかし、その一方で時折失点に関与するプレーを見せる場面があった。チャールトンでは合計2得点を挙げ、その得点は2002-03シーズンのウェストハム・ユナイテッドFC戦とエヴァートンFC戦でのものだった。
リーズへのローン
2006年を境に出場機会が減少していったため、2007年1月にチャールトンでの最後の試合に出場後、同国2部のリーズ・ユナイテッドAFCへと貸し出された。初出場を飾ったシェフィールド・ウェンズデイFC戦では2-3と敗北したものの、同試合の最優秀選手に選出される活躍を見せるなど、短期の在籍で奮闘したがクラブを3部降格の危機から防ぐことは出来なかった。シーズン終了後の夏にリーズ側はキシシェフを完全移籍で獲得しようと画策していたが、財政難により補強禁止の措置をとることになったため、この移籍話は消滅した。

### レスター
2007年6月に自由移籍で2部のレスター・シティFCと2年契約を締結。しかし、度重なる監督の交代の中でキシシェフは余剰戦力とみなされ僅か7試合の出場にとどまり、またクラブは同シーズン終了後に3部へと降格した。そのような状態だったが、翌2008-09シーズンは同胞アレクサンダル・タンチェフ（en）の加入もありナイジェル・ピアソン（en）監督は戦力の1人としてキシシェフを残留させ、イアン・ヒューム（en）が着用していた背番号7を与えた。しかし、出番は僅か1試合にとどまったため、2008年12月19日に双方合意で契約解除となった。
リーズ復帰
レスターに在籍中の2007-08シーズン途中に再び期限付き移籍でリーズへ加入することになったが、負傷に苦しんだために最初の期間のような輝きを放つことはなく、2008年初旬にデニス・ワイズ監督の解任に伴い、キシシェフの契約延長をしないことが決定した。

### キャリア晩年
リテックス・ロヴェチ

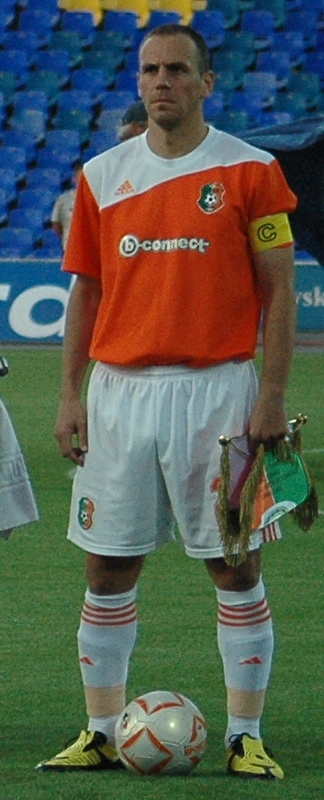
2009年5月、リテックス・ロヴェチでのキシシェフ

古巣のリテックス・ロヴェチと契約後はディフェンダーとしての地位を確立し、主将を務めることになった。2009年11月25日のレフスキ・ソフィア戦（アウェイ2-2）でブラジル人選手のゼ・ソアレス（en）と口論後に一発退場をした。
ブライトン・アンド・ホーヴ・アルビオン
2010年7月16日にトライアルを経てブライトン・アンド・ホーヴ・アルビオンFCと1年契約を締結。スウィンドン・タウンFCとの開幕戦（2-1勝利）で初出場を飾る。2011年5月に他5名の選手と共にシーズン終了後に伴い、現行の契約が終了するため退団することが発表された。
チェルノモレツ・ブルガス
2011年7月、自身のキャリアを終了するために、キャリアを開始したチェルノモレツ・ブルガスと契約。シーズン終了に伴い現役引退を表明した。2012年11月20日から同クラブのディレクターに就任した。

## 代表経歴
ブルガリア代表としてUEFA EURO '96と1998 FIFAワールドカップに出場。2009年9月5日に2010 FIFAワールドカップ・ヨーロッパ予選のモンテネグロ戦（4-1勝利）が代表初得点であった。

## 代表歴

### 出場大会
- ブルガリア代表
  - 1998 FIFAワールドカップ (グループリーグ敗退)

### 試合数
- 国際Aマッチ 85試合 1得点（1995年-2009年）[13]

| ブルガリア代表 | 国際Aマッチ | 国際Aマッチ |
| 年             | 出場        | 得点        |
| -------------- | ----------- | ----------- |
| 1995           | 2           | 0           |
| 1996           | 11          | 0           |
| 1997           | 5           | 0           |
| 1998           | 10          | 0           |
| 1999           | 7           | 0           |
| 2000           | 2           | 0           |
| 2001           | 5           | 0           |
| 2002           | 6           | 0           |
| 2003           | 4           | 0           |
| 2004           | 4           | 0           |
| 2005           | 8           | 0           |
| 2006           | 7           | 0           |
| 2007           | 9           | 0           |
| 2008           | 0           | 0           |
| 2009           | 5           | 1           |
| 通算           | 85          | 1           |

## タイトル
クラブ
リテックス・ロヴェチ
- ブルガリアリーグ : 1997-98, 1998-99, 2009-10
- ブルガリアカップ : 2008-09